# Stopmachine
Een stopmachine is een spooronderhoudsmachine die gebruikt wordt voor het lichten en schiften (zijdelings verplaatsen) van het spoor.
Het is een zelfrijdende machine die het spoor enkele millimeters tot enkele centimeters kan oplichten om vervolgens met zogenaamde pikkels ballast onder de dwarsliggers te stoppen waardoor het spoor in een strakke lijn komt te liggen. Deze pikkels worden door een hydraulisch systeem op een hoge frequentie tot trillen gebracht, waardoor de losse ballast deeltjes als het ware in elkaar vallen en daardoor een stevige ondergrond vormen voor de dwarsliggers.
Er zijn verschillende soorten stopmachines, die afhankelijk van de werkzaamheden kunnen worden ingezet. Zo zijn er machines voor het lichten van korte stukken spoor, voor het lichten van wissels en kruisingen en machines voor het werk op de vrije baan.
Om de machine te kunnen laten werken moet de voertuigbedienaar weten hoeveel het spoor gelicht of geschift dient te worden. Deze gegevens worden door een uitzetter met krijt op de spoorstaaf geschreven waarna de machinist deze gegevens afleest en in de machine invoert. Wanneer grotere stukken spoor (welke zowel horizontaal als verticaal in een rechte lijn liggen) moeten worden gestopt maakt men gebruik van een laser. Deze laser is gemonteerd op een frame met spoorwieltjes en wordt tot enkele honderden meters voor de machine in het spoor geplaatst waarna de stopmachine het spoor in een kaarsrechte lijn legt.
Om van werkplek naar werkplek te komen worden de kleine stopmachines verplaatst met een vrachtwagen met dieplader, de grote machines rijden zelf over het spoorwegnet.
Een bekende fabrikant van stopmachines is het Oostenrijkse bedrijf Plasser & Theurer.

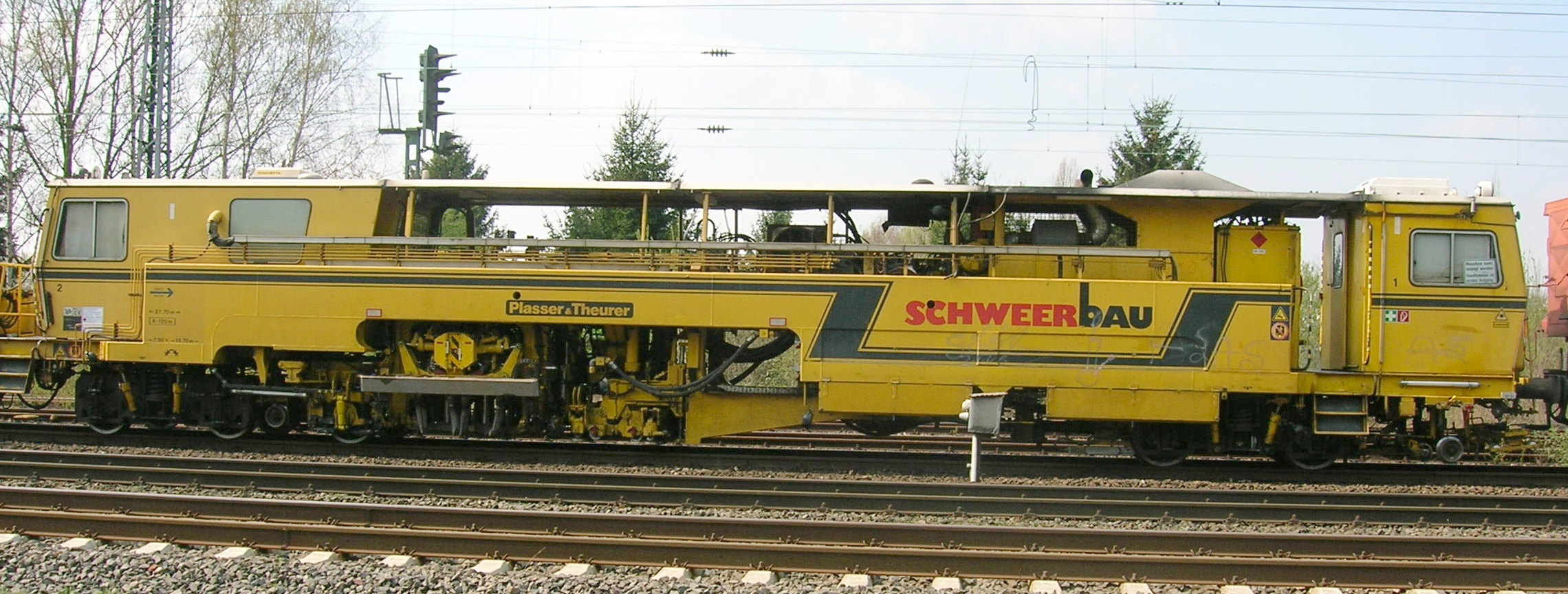
Stopmachine van Schweerbau
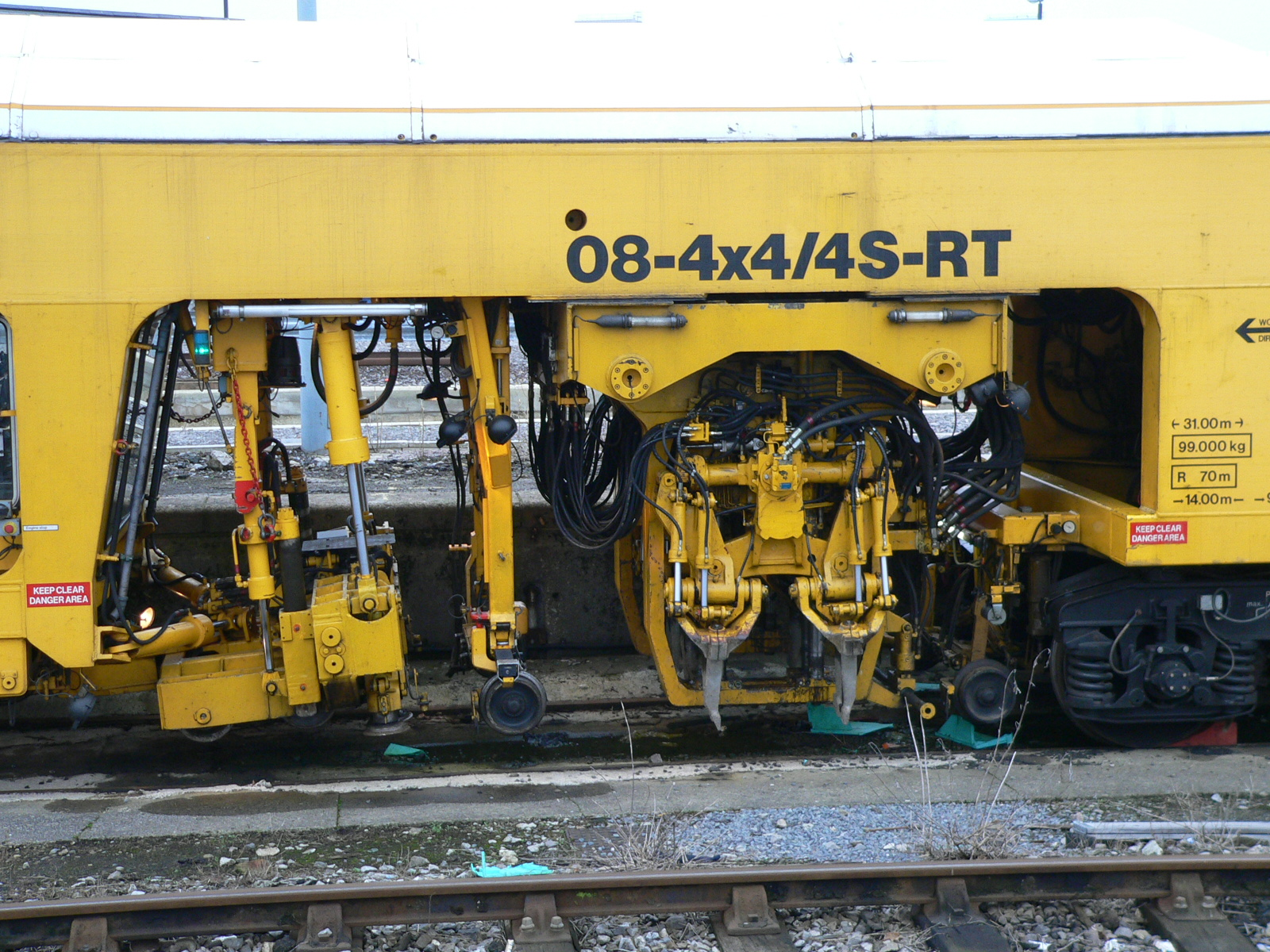
Detail van een 08-4x4/4S-RT van Plasser & Theurer